# Dòric
|  | Per a altres significats, vegeu «dori». |

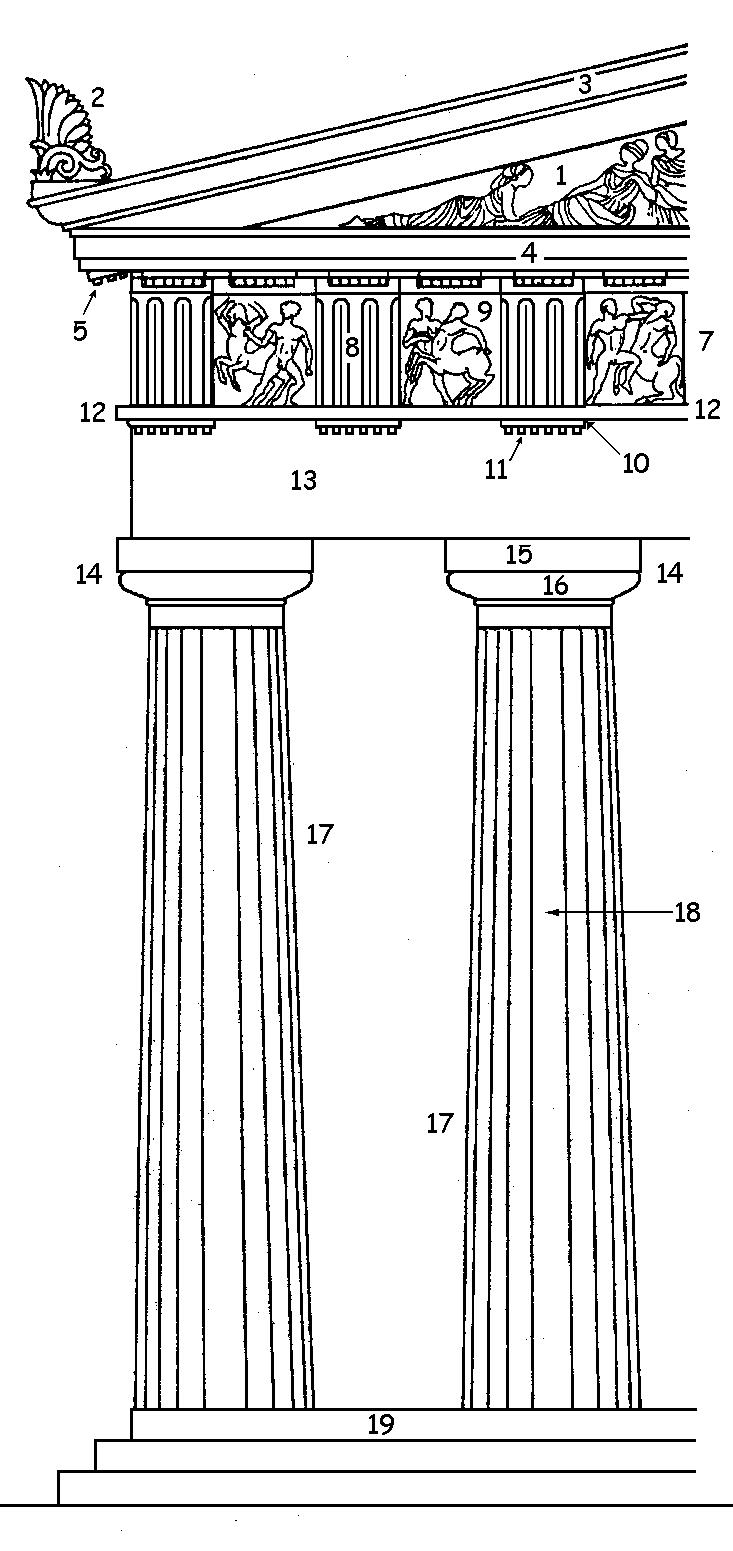
1. Timpà. 2. Acroteri. 3. Cimaci. 4. Cornisa. 5. Mútul.7. Fris. 8. Tríglif. 9. Mètopa. 10. Règula. 11. Gota. 12. Tènia o filet. 13. Arquitrau. 14. Capitell.15. Àbac. 16. Equí. 17. Fust. 18. Estries o canaletes.19. Estilòbata.

L'estil dòric és un dels tres ordres clàssics de l'arquitectura grega, juntament amb el jònic i el corinti. És el més primitiu i simple; és l'ordre grec per excel·lència. Com més antic, arcaic, més maldestre, fa més sensació de robustesa; com més tardà, més esvelt i proporcionat és; aconseguint així l'harmonia i bellesa clàssica. Es va utilitzar en la Grècia continental des del segle VII aC i al sud d'Itàlia i el seu referent més immediat el trobem en les columnes troncocòniques del palau de Cnossos. El Partenó, temple dedicat a Atena Pàrtenos a l'Acròpoli d'Atenes, és sense dubte el màxim exponent d'aquest estil arquitectònic. Simbolitza força, heroïcitat, fou utilitzat sobretot amb aquest simbolisme en el Renaixement.

## Característiques
Es caracteritza per les següents peculiaritats:
- No utilitza base, el fust (també anomenat canya) de la columna descansa directament sobre l'estilòbata, que és el graó superior de l'estereòbata, una plataforma amb graons. L'estereòbata de tres graons es coneix com a crepidoma.
- El fust és de secció circular, curt i poc esvelt. Està estriat per vint estries juxtaposades formant arestes vives. El seu diàmetre no és constant, sinó que va disminuint amb l'alçada més acusadament com més amunt, èntasi, que produeix la sensació d'un lleuger bombament a la part central.
- Les dimensions de les columnes es refereixen al mòdul, que és la mesura del semidiàmetre de la part inferior de la columna, presa com a unitat per regular les proporcions de les altres parts de l'ordre. El mòdul dòric era de dotze parts, com el toscà.
- El capitell està integrat per tres peces:
  - L'àbac és una peça prismàtica semblant a un tauler de planta quadrada, que suporta directament l'estructura horitzontal de l'edifici.
  - L'equí, la geometria n'és la d'una figura convexa de revolució; s'expandeix cap a la part superior amb un sentit de transició entre les dimensions de l'extrem del fust i les de l'àbac més gran.
  - El collarí: és una prolongació del fust, separat per una fina canaleta. En l'ordre dòric grec, hi ha una entalladura, de secció triangular sota l'equí, ja en el fust. És el collarí. En l'ordre dòric romà, el collarí és un tambor cilíndric interposat entre l'equí i el fust, a manera de prolongació d'aquest i separat per una motllura horitzontal.

- L'entaulament està compost per:
  - L'arquitrau, una espècie de biga grossa i llisa que recorre tota l'alineació de columnes.
  - El fris decorat per una alternança de tríglifs i mètopes. Els tríglifs poden ser una reminiscència dels caps de les bigues de fusta de similar escairada que, carregant sobre l'arquitrau (en el seu origen també de fusta) en formarien l'entramat estructural de cobriment. La seva aparença és estriada en vertical. Les mètopes exhibeixen baixos relleus de variats temes ornamentals.
  - La cornisa remata l'ordre formant una volada que, generalment, té una motllura de tipus cimaci.